# (196481) VATT
Pour les articles homonymes, voir VATT.
(196481) VATT est un astéroïde de la ceinture principale.

## Description
(196481) VATT est un astéroïde de la ceinture principale. Il fut découvert le 23 mai 2003 à Mont Graham par William H. Ryan (it) et Carlos T. Martinez (it). Il présente une orbite caractérisée par un demi-grand axe de 2,42 UA, une excentricité de 0,13 et une inclinaison de 2,7° par rapport à l'écliptique.

## Compléments